# Meir (álbum)
Meir es el segundo álbum de estudio de la banda noruega de metal extremo Kvelertak, publicado el 25 de marzo de 2013 en Europa, a través de las discográficas Roadrunner Records y Sony Music Scandinavia, y el 26 de marzo de 2013 en Norteamérica, por Roadrunner. Meir incluye el sencillo «Bruane Brenn», cuenta con la colaboración de la vocalista Ashley Redshaw en uno de los temas y al igual que su antecesor fue producido por Kurt Ballou, guitarrista y vocalista de la banda de metalcore Converge. El diseño de la portada lo realizó John Baizley, vocalista y guitarrista de Baroness, que había realizado la misma tarea en Kvelertak.

## Lista de canciones
Todas las canciones escritas y compuestas por Kvelertak

| N.º   | Título             | Duración |  |
| 1.    | «Åpenbaring»       | 3:06     |  |
| 2.    | «Spring Fra Livet» | 3:34     |  |
| 3.    | «Trepan»           | 3:39     |  |
| 4.    | «Bruane Brenn»     | 4:07     |  |
| 5.    | «Evig Vandrar»     | 2:48     |  |
| 6.    | «Snilepisk»        | 2:52     |  |
| 7.    | «Månelyst»         | 3:10     |  |
| 8.    | «Nekrokosmos»      | 6:40     |  |
| 9.    | «Undertro»         | 6:25     |  |
| 10.   | «Tordenbrak»       | 8:53     |  |
| 11.   | «Kvelertak»        | 3:49     |  |
| 49:05 |                    |          |  |

## Posición en las listas
| País      | Lista                   | Mejor posición | Ref.   |
| --------- | ----------------------- | -------------- | ------ |
| Alemania  | German Albums Chart     | 64             | [ 12 ] |
| Finlandia | Suomen virallinen lista | 18             | [ 13 ] |
| Noruega   | VG-lista                | 1              | [ 14 ] |
| Suecia    | Albums Top 60           | 20             | [ 15 ] |
| Suiza     | Albums Top 100          | 100            | [ 16 ] |

## Créditos
| Kvelertak - Erlend Hjelvik - voz - Vidar Landa - guitarra y piano - Bjarte Lund Rolland - guitarra - Maciek Ofstad - guitarra y coros - Marvin Nygaard - bajo - Kjetil Gjermundrød - batería Músico de sesión - Ashley Redshaw - voz (en «Spring fra livet» y «Nekrokosmos») | Producción - Kurt Ballou - grabación y mezcla - Alan Douches - masterización - John Dyer Baizley - arte - Jonathan Rice - administración |